# Prosper (Texas)
Prosper város az USA Texas államában, Denton és Collin megyében. Lakosainak száma 30 174 fő (2020. április 1.).

## Népesség
A település népességének változása:

| 2010 | 9 423  |
| 2020 | 30 174 |